# Profunditat de color

Paleta de colors

La profunditat de color o bits per píxel és un concepte dels gràfics per ordinador que es refereix a la quantitat de bits d'informació necessaris per a representar el color d'un píxel en una imatge digital o en un framebuffer. A causa de la naturalesa del sistema binari de numeració, una profunditat de bits de {\displaystyle n} implica que cada píxel de la imatge pot tenir {\displaystyle 2^{n}} possibles valors i per tant, representar {\displaystyle 2^{n}} colors distints.
A causa de l'acceptació pràcticament universal dels octets de 8 bits com a unitats bàsiques d'informació en els dispositius d'emmagatzematge, els valors de profunditat de color solen ser divisors o múltiples de 8, a saber 1, 2, 4, 8, 16, 24 i 32, amb l'excepció de la profunditat de color de 15, usada per certs dispositius gràfics.

## Color indexat
Per a les profunditats de color inferiors o iguals a 8, els valors dels píxels fan referència a tons RGB indexats en una taula, anomenada habitualment mapa de colors o paleta. Els tons en aquesta taula poden definir-se per convenció o bé ser configurables, en funció de l'aplicació que la defineixi. A continuació, es mencionaran algunes profunditats de color en la gamma baixa, així com la quantitat de tons que poden representar en cada píxel i el nom que s'atorga a les imatges o framebuffers que els suporten.
- 1 bit per píxel: {\displaystyle 2^{1}=2} colors, també anomenat monocrom.
- 2 bits per píxel: {\displaystyle 2^{2}=4} colors, o CGA.
- 4 bits per píxel: {\displaystyle 2^{4}=16} colors, que és la mínima profunditat acceptada per l'estàndard VGA.
- 8 bits per píxel: {\displaystyle 2^{8}=256} colors, també anomenat Super VGA.

## Color directe
Quan els valors de la profunditat de colors augmenten, no és pràctic mantenir una taula o mapa de colors a causa de la progressió exponencial de la quantitat de valors que el píxel pot prendre. En aquests casos, es prefereix codificar dins cada píxel els tres valors d'intensitat lluminosa que defineixen un color qualsevol en el model de color RGB.

### Color d'alta resolució oHiColor
Els valors de profunditat de color de 15 i 16 bits són anomenats habitualment color d'alta resolució o HiColor.
- En la profunditat de 15 bpp, s'utilitzen 5 bits per a codificar la intensitat del vermell, 5 per al verd i els altres 5 per al blau. Amb una profunditat de 15 bpp es pot representar {\displaystyle 32\times 32\times 32=32.768} colors en cada píxel.
- En la profunditat de 16 bpp, s'utilitzen 5 bits per a codificar la intensitat del vermell, 6 per al verd i els altres 5 per al blau. La raó d'això és que experimentalment se sap que l'ull humà és més sensible al color verd, i que pot discriminar més tons que varien lleugerament en la intensitat verda. Amb la profunditat de 16 bpp, és possible representar {\displaystyle 32\times 64\times 32=65.536} colors en cada píxel. La mida de la imatge dependrà de la profunditat de bit.

### Color veritable oTrue Color
Per a la profunditat de color de 24 bits per píxel, es parla de color veritable a causa que la policromia s'acosta al que l'ull humà pot trobar en el món real, i que aquest ull humà es torna incapaç de diferenciar entre un to i un altre, si la diferència es manté en un cert rang mínim.
En la profunditat de color de 24 bit per píxel, es dedica un octet enter a representar la intensitat lluminosa de cada un dels tres tons primaris de vermell, verd i blau, cosa que permet que cada píxel pugui prendre 224 = 256 × 256 × 256 = 16.777.216 colors distints.